# Facultad de Agronomía de la Universidad de San Carlos de Guatemala
La Facultad de Agronomía es una de las 10 Facultades que conforman la Universidad de San Carlos de Guatemala, fundada en el 14 de junio de 1950, en el marco de la reforma universitaria de los gobiernos revolucionarios, debido a la necesidad de profesionales especializados en el área agronómica en un país eminentemente rural durante sus primeros de pasos modernización.
La Facultad cuenta con 5 programas de pregrado y 5 programas de maestría, además, es una de las facultades que cuenta con el mayor número de profesores de posgrado.
Su sede principal está ubicada en la Ciudad Universitaria, en la ciudad de Guatemala, sin embargo, cuenta con presencia en la mayoría de Centros Universitarios Regionales de la universidad.

## Historia
La facultad fue creada el 14 de junio de 1950 durante el período del Rector Miguel Asturias Quiñones con el objetivo de crear profesionales especializados en la ciencia agronómica, pues durante este periodo Guatemala buscaba la modernización de su economía la cual era fundamentalmente agrícola extensiva. 
La facultad comenzó a funcionar en el centro histórico de la Nueva Guatemala de la Asunción, siendo sus primeros profesores profesionales de otras áreas como médicos, ingenieros civiles, farmacéuticos y biólogos. Posteriormente en 1952, el ingeniero Alfredo Obiols, primer decano de la facultad, la traslado al chalet Villa Ernestina del sector de La Reforma en la misma ciudad, durante ese período existían 80 estudiantes.
En 1954, el Rector Carlos Martínez-Durán, apoyo el traslado a la recién construida Ciudad Universitaria, durante este período, la facultad funcionó en donde actualmente funciona la Escuela de Ciencias Lingüísticas, además, se le concedieron 18 hectáreas al sur del campus para realizar las prácticas agroforestales.
Durante el gobierno del coronel Carlos Castillo Armas, en 1957 se le adjudicó a la universidad la finca llamada Sabana Grande, ubicada en Escuintla, con destino a la facultad de agronomía. En 1977, el Consejo Superior Universitario entregó a la facultad la finca Bulbuxyá, ubicada en Suchitepéquez, para el desarrollo de investigación.
Entre los años 1978 y 1979, fueron inaugurados los edificios T-8 y T-9 siguiendo el patrón de nomenclatura del campus respecto a construcciones de facultades de área técnica. Durante la década de los años 1980 y 1990 con el fin de descentralizar la educación agronómica superior, la cobertura de la facultad se extendió a los principales Centros Universitarios Regionales con los que contaba la universidad. durante dicho período en algunos de los departamentos, además en esta época, diversifica la oferta académica de pregrado y comienza a desarrollar los primeros programas para el inicio de estudios de postgrado.

### Decanos
A lo largo de su existencia la Facultad de Agronomía ha tenido a los siguientes profesionales como decanos:
| N.º | Nombre                                     | Período         |
| --- | ------------------------------------------ | --------------- |
| 1   | Ing. Civil. Miguel Asturias Quñónez        | 1950-1951       |
| 2   | Ing. Civil. Jose Alfredo Obiols Gómez      | 1951-1955       |
| 3   | Ing. Civil. Bernardo Fuentes Alvarado      | 1955-1959       |
| 4   | Ing. Agr. Marco Tulio Urízar Montúfar      | 1959-1963       |
| 5   | Ing. Civil. Eduardo Goyzueta               | 1963-1967       |
| 6   | Ing. Agr. Julio René Castañeda Paz         | 1967-1971       |
| 7   | Ing. Agr. Edgar Leonel Ibarra Arriola      | 1971-1975       |
| 8   | Ing. Agr. Carlos Fernando Estrada Castillo | 1975-1976       |
| 9   | Ing. Agr. Rodolfo Daniel Estrada González  | 1976-1979       |
| 10  | Dr. Antonio Aníbal Sandoval Sagastume      | 1979-1983       |
| 11  | Dr. César Augusto Castañeda Salguero       | 1983-1987       |
| 12  | In. Agr. Aníbal Bartolomé Martínez Muñoz   | 1987-1991       |
| 13  | Ing. Agr. Efraín Medina Guerra             | 1991-1995       |
| 14  | Ing. Agr. José Rolando Lara Alecio         | 1995-1999       |
| 15  | Ing. Agr. Edgar Oswaldo Franco Rivera      | 1999-2003       |
| 16  | Dr. Ariel Abderramán Ortiz López           | 2003-2007       |
| 17  | Ing. Agr. Francisco Javier Vásquez Vásquez | 2007-2011       |
| 18  | Dr. Lauriano Figueroa Quiñonez             | 2011-2015       |
| 19  | Ing. Agr. Mario Antonio Godínez López      | 2015-2019       |
| 20  | Ing. Agr. Waldemar Nufio Reyes             | 2019-2023       |
| -   | Dr. Marvin Roberto Salguero Barahona       | 2023 - presente |

## Sede
En la Actualidad la facultad continúa ejerciendo funciones administrativas y docentes en el Campus Central Universitario y en los Centros Regionales más grandes.

### Campus Central
La facultad se encuentra distribuida en varios edificios en el centro-este de la Ciudad Universitaria, zona 12 de Ciudad de Guatemala.
T-8: En este edificio se encuentran ubicados los Laboratorios de la facultad así como el centro de investigaciones.
T-9: Este edificio alberga las aulas puras y oficinas administrativas.
CETE: Centro de Telemática, unidad responsable de la aplicación de tecnología digital a las ciencias agronómicas, ambientales y forestales 
Uviger: Es un edificio reciente creado para ubicar la Unidad de Vinculación y Gestión de Recursos
CEDA
El Centro Experimental Docente de Agronomía constituyen una serie de módulos y hectáreas al aire libre para desarrollar los programas de laboratorio y prácticas agroforestales a lo largo de 18 hectáreas.
Finca Sabana Grande
Es una unidad docente productiva ubicada en el departamento de Escuintla para desarrollo de prácticas aplicadas, se encuentra a 65 kilómetros de la Ciudad Universitaria.
Centro de Agricultura Tropical Bulbuxyá
Es una finca ubicada en el departamento de Suchitepéquez a 136 kilómetros de la Ciudad Universitaria, utilizada por la facultad para desarrollar investigación de sistemas de producción agrícola, recursos renovables y ambiente enfocado en zonas de vida tropical.

### Centros Regionales
Debido a las características económicas de Guatemala, desde los años 1980 ha llevado a cabo un proceso de descentralización de las actividades de la facultad, actualmente tiene presencia en la mayoría de Centros Regionales Universitarios:
- Centro Universitario de Oriente (CUNORI)
- Centro Universitario de Petén (CUDEP)
- Centro Universitario del Norte, (CUNOR)
- Centro Universitario de Occidente, (CUNOC)
- Centro Universitario de Sur Oriente, (CUNSURORI)
- Centro Universitario de Sur Occidente, (CUNSUROC)
- Centro Universitario de San Marcos, (CUSAM)
- Centro Universitario de Nor Occidente, (CUNOROC)
- Centro Universitario de Quiche, (CUSACQ)
- Centro Universitario de Santa Rosa (CUNSARO)

## Programas de estudio

### Pregrado
- Agronomía en Sistemas de Producción Agrícola.
- Agronomía en Recursos Naturales Renovables.
- Agronomía en Industrias Agropecuarias y Forestales.
- Agronomía en Gestión Ambiental.

### Postgrado
- Maestría en Comercio Internacional de Recursos Agrícolas.
- Maestría en Ciencias en Fruticultura.
- Maestría en Ciencias en Gestión Ambiental Local.
- Maestría en Ciencias en Desarrollo Rural.
- Maestría en Administración de Tierras.